# توافق کبک
توافق کبک (انگلیسی: Quebec Agreement) توافقی محرمانه بین ایالات متحده آمریکا و بریتانیا بود که به مسئله همکاری در زمینه انرژی هسته‌ای می‌پرداخت. این توافق در اوت ۱۹۴۲ در اثنای جنگ جهانی دوم در شهر کبک امضا شد. امضاکنندگان این توافق وینستون چرچیل و فرانکلین دلانو روزولت بودند. این توافق باعث ادغام پروژه‌های هسته‌ای بریتانیا و آمریکا شد.